# Children of the Grave
Children of the Grave je píseň z alba Master of Reality britské heavymetalové skupiny Black Sabbath. V roce 1971 vyšla jako druhý singl alba. Text tematicky navazuje na protiválečné skladby „War Pigs“ a „Electric Funeral“ z předchozího alba skupiny s názvem Paranoid. Dvě dříve nevydané verze písně vyšly na deluxe edici alba Master of Reality První z nich má odlišný text, druhá je instrumentální verzí písně.
Píseň vyšla na mnoha živých a best-of albech skupiny. Na koncertech ji hráli nejen Black Sabbath, ale po svém odchodu ze skupiny i Ozzy Osbourne. Objevila se také ve videohrách – v Guitar Hero: Warriors of Rock, jako hudba na pozadí první úrovně hry Brütal Legend a jako název jedné ze schopností hrdiny Mordekaisera v League of Legends.
Kniha Rock – Das Gesamtwerk der größten Rock-Acts im Check umístila píseň na 3. místo v žebříčku nejlepších písní Black Sabbath.

## Seznam skladeb
1. „Children of the Grave“ – 5:49
2. „Children of the Grave (Edit)“ – 3:50

## Coververze

### White Zombie
Skupina White Zombie nahrála coververzi písně pro album Nativity in Black, soubor coververzí skladeb Black Sabbath od jiných skupin. Píseň také vyšla samostatně v roce 1994 jako promo singl.

## Nepal
Argentinská thrashmetalová skupina Nepal vydala coververzi písně na svém třetím studiovém albu s názvem Manifiesto (rok vydání 1997).

## Havok
Americká thrashmetalová skupina Havok nahrála coververzi písně pro své třetí studiové album, Unnatural Selection (rok vydání 2013).